# Aextoxicon punctatum
Genre
Espèce
Classification APG III (2009)
Statut de conservation UICN

 LC  : Préoccupation mineure
Aextoxicon punctatum est une espèce de plantes à fleurs de la famille des Aextoxicaceae. C'est un grand arbre sempervirent originaire des forêts tempérées du centre du Chili où il est appelé olivillo en espagnol et tique en mapuche. C'est la seule espèce actuellement décrite du genre Aextoxicon
La famille des Aextoxicaceae est une famille monospécifique. Pour la classification phylogénétique APG II (2003) cette famille est directement rattachée au noyau des Dicotylédones vraies.
Le Angiosperm Phylogeny Website les situe dans le nouvel ordre des Berberidopsidales, avec les Berberidopsidaceae.

### Aextoxicon
- (en) NCBI : Aextoxicon (taxons inclus)
- (en) GRIN : genre Aextoxicon  Ruiz et Pav.  (+liste d'espèces contenant des synonymes)

### Aextoxicon punctatum
- (en) Tree of Life Web Project : Aextoxicon punctatum
- (en) NCBI : Aextoxicon punctatum (taxons inclus)
- (en) UICN : espèce Aextoxicon punctatum  Ruiz et Pav. (consulté le 31 août 2020)
- (en) GRIN : espèce Aextoxicon punctatum  Ruiz & Pav.